# Cering Jandon
Aszi Cering Jandon (ur. 21 czerwca 1959) – królowa Bhutanu, czwarta żona Jigme Singye Wangchucka, matka Jigme Khesar Namgyel Wangchucka.
Kształciła się w St Joseph’s Convent w Kalimpongu oraz w St Helen’s School w Kurseong. Jedną z czterech małżonek bhutańskiego monarchy jest od 1979 (publiczna ceremonia zaślubin odbyła się w 1988). Zainicjowała budowę czortenu na wzgórzu Njizergang nieopodal Punakʽi (został poświęcony w 1999).